# لور کالدیکات
لاور کالدیکات (به انگلیسی: Lower Caldecote) یک روستا در بریتانیا است که در بدفوردشر مرکزی واقع شده‌است.